# Cinq Continents

Cinq Continents este o revistă științifică de geografie. Calitatea sa științifică este recunoscută la nivel internațional prin prezența în cele mai importante baze internaționale de date, ca Index Copernicus, DOAJ, SSOAR, DRJI ȘI OALib. Revista apare din 2011, sub patronajul Universității din București, în limba franceză. În cele 12 numere apărute până acum (câte două pe an), revista a publicat materiale științifice vizând toate continentele, astfel că, în general, paginile revistei sunt ocupate de studiile profesorilor și cercetătorilor străini.
Revista Cinq Continents are numărul de serie standard internațional ISSN și ISSN-L: 2247 - 2290. Conținutul revistei este sub licența Creative Commons Atribuire-Necomercial-Fără Derivate 4.0 Internațional, astfel încât toate articolele publicate pot fi utilizate, cu condiția să fie atribuite autorului și revistei, prin citarea numelui autorilor și a numelui revistei. Pentru a fi publicate, toate articolele primite sunt evaluate peer-review. 